# Szombat (folyóirat)
A Szombat a Magyar Zsidó Kulturális Egyesület folyóirata. Főszerkesztője Szántó T. Gábor. Honlapja: szombat.org.

## Szerkesztőbizottsága
Deák Gábor, Komoróczy Szonja Ráhel, Korányi László, Kovács András, Novák Attila. Schweitzer Gábor

## Szerkesztősége
- Szántó T. Gábor főszerkesztő,
- Gadó János szerkesztő,
- Szabó Zsuzsanna szerkesztőségi titkár,
- Magó Katinka pénzügyek

## Története
A folyóirat 1989 óta jelenik meg, évente 10 alkalommal.